# 일원론

원으로 둘러진 점은 피타코라스주의자나 후기 그리스인들이 최초의 단자 또는 절대자라는 형이상학적 존재를 나타내기 위해 이용한 것이다.

일원론(一元論, 영어: monism)은 존재와 같은 개념에 단일성(그리스어: μόνος)을 적용하는 시각이다. 과학적 방법론에서 받아들여지는 동일론이 있다. 한편 소재 일원론(substance monism)은 일련의 존재하는 존재하는 것들은 단일한 실체나 물질로 설명할 수 있다는 철학적 시각이다. 다른 정의는 모든 존재하는 것들은 하나의 그것들과 구별되는 하나의 원천으로 환원될 수 있다고 주장한다. 예를 들어 신플라톤주의에서 모든 것은 일자로부터 파생된다. 이는 종종 우선 일원론(priority monism)으로 불리며, 오직 일자만이 존재적으로 기본이 되거나 다른 모든 것에 앞선다는 시각이다.
소재 일원론(substance 또는 stuff monism)과 존재 일원론(existence 또는 thing monism)으로도 구분할 수 있는데, 물질 일원론은 오직 한 종류의 물질(stuff)이 존재하고 세계는 이러한 물질로 구성된다고 주장한다. 존재 일원론은 엄격히 말하면 인공적이며 임의적으로 분할될 수 있는 우주와 같은 하나의 존재가 존재한다고 주장한다.

## 역사
일원론(monism)이라는 용어는 18세기에 크리스티안 볼프에 의해 도입되었다. 볼프는 자신의 1728년 저서인 ⟪논리학⟫(Logic)에서 몸과 마음의 이분을 제거하고 모든 현상을 하나의 동일된 원리나 단일한 소재의 표현로 설명하려는 철학적 사상의 종류를 나타내기 위해 이 용어를 사용하였다. 철학에서 심신 문제는 정신과 물질, 특히 의식과 뇌 사이의 관계를 연구한다.  이 문제는 17세기 정신과 신체의 이원론을 주장한 르네 데카르트, 아리스토텔레스주의 이전 철학자에 의해 언급되었고, 이븐 시나 철학과 더 이른 아시아, 더 구체적으로는 인도 전통에서도 제기되었다. 일원론은 헤겔과 셸링에 의해 시작된 절대 동일성(absolute identity) 이론에도 적용되었다. 이때부터, 이 용어는 통일 원리를 가정하는 이론에 널리 사용되기 시작하였다. 엄슨(Urmson)에 따르면 이러한 확장된 용어 사용으로 일원론이란 용어는 구조적으로 모호하다.
조나단 쉐이퍼(Jonathan Schaffer)에 따르면, 일원론은 20세기 초반 신헤겔주의를 반박한 분석 철학의 등장으로 그 인기를 상실하였다. 주요 실증주의 철학자인 카르나프와 에이어는 일원론 문제를 비논리적인 신비주의라고 조롱하였다. 심신 문제는 신의 마음과 몸의 상호 작용에 대한 흥미가 증가하고 정체성 가설이 데카르트적인 이원론을 거부하면서  사회 심리학과 그 관련 분야에서 다시 발생하였다. 일원론은 다양한 입장이 제시되고 있는 심리 철학과 여전히 관련이 있다.

## 철학

### 종류
근대 심리 철학에서의 일원론은 3가지 범위로 나눌 수 있다.
1. 관념론적, 현상론적 일원론. 오직 정신만이 실재한다고 주장한다.
2. 중립적 일원론. 하나의 실체만이 존재하며, 정신적인 것이나 물질적 것 모두 그 실체로 환원될 수 있다고 주장한다.
3. 유물론적 일원론. 물질적 세계가 우선하며, 의식은 물질적 세계의 상호 작용으로 발생한다고 주장한다.

## 일원론자

### 소크라테스 이전
- 탈레스: 물
- 아낙시만드로스: 아페이온
- 아낙시메네스: 공기
- 피타고라스: 수(數)
- 헤라클레이토스: 불로 상징되는 변화
- 파르메니데스는 존재자나 실체는 부동의 완벽한 구이며, 불변이며, 분할되지 않는다고 주장하였다.
- 크로톤의 알크마이온: 아르케

### 소크라테스 이후
- 스토아 학파는 신으로 식별되는 오직 하나의 물질만이 존재한다고 생각하였다.
- 신피타고라스 학파는 우주는 일자로부터 파생된다고 생각하였다.
- 신플라톤주의는 일원론이다. 플로티노스는 일자라는 언어로는 표현할 수 없는 초월적인 신이 있다고 생각하였다. 뒤이은 실체는 일자에서 파생된다. 누스, 프시케, 코스모스는 일자에서 파생된다.

### 근대
- 조르다노 브루노
- 바뤼흐 스피노자
- 게오르크 빌헬름 프리드리히 헤겔
- 프리드리히 빌헬름 요제프 셸링
- 프랜시스 허버트 브래들리
- 게오르기 플레하노프
- 프리드리히 엥겔스
- 카를 마르크스
- 블라디미르 레닌

### 현대
- 비토리오 회슬레

## 대립되는 견해
- 이원론: 물질과 정신에 대해 각각 독립적인 최고 원리를 갖고 있다고 주장한다.
- 다원론: 세 가지 또는 그 이상의 기본적인 물질이나 실체를 주장한다.
- 허무주의: 물질, 속성, 실체적 물체 등 어떠한 범주도 부인한다.

## 같이 보기
- 이이(율곡) - 조선 유교의 대표적인 일원론 유학자(儒學者)
- 이황(퇴계) - 조선 유교의 대표적인 이원론 유학자(儒學者)